# Collema auriforme
Collema auriforme är en lavart som först beskrevs av William Withering, och fick sitt nu gällande namn av Coppins & J. R. Laundon. Collema auriforme ingår i släktet Collema och familjen Collemataceae.  Arten är reproducerande i Sverige. Inga underarter finns listade i Catalogue of Life.